# Клиновец (Ивановская область)
Клиновец — деревня в Вичугском районе Ивановской области России. Входит в состав Сунженского сельского поселения.

## География
Деревня находится в северной части Ивановской области, в зоне хвойно-широколиственных лесов, на правом берегу реки Волги (Горьковское водохранилище), на расстоянии примерно 20 километров (по прямой) к северо-западу от города Вичуги, административного центра района. Абсолютная высота — 122 метра над уровнем моря.

### Климат
Климат характеризуется как умеренно континентальный, с умеренно холодной многоснежной зимой и тёплым летом. Средняя температура воздуха самого холодного месяца (января) — −12 °C (абсолютный минимум — −45 °C); самого тёплого месяца (июля) — 18 °C (абсолютный максимум — 38 °C). Продолжительность безморозного периода составляет 110—120 дней. Период активной вегетации растений (со среднесуточный температурой более 10 °C) длится около 127 дней. Годовое количество атмосферных осадков составляет 700—718 мм, из которых большая часть выпадает в тёплый период.

### Часовой пояс
Деревня Клиновец, как и вся Ивановская область, находится в часовой зоне МСК (московское время). Смещение применяемого времени относительно UTC составляет +3:00.

## Палеонтология
В районе деревни в отложениях раннего триасового периода (нижнеоленёкский подъярус) обнаружен ископаемый образец темноспондильной амфибии Vladlenosaurus.

## Население
| 2010 | 2014 | 2015 | 2016 | 2018 |
| ---- | ---- | ---- | ---- | ---- |
| 1    | ↘0   | →0   | ↗4   | ↘0   |

### Национальный состав
Согласно результатам переписи 2002 года, в национальной структуре населения русские составляли 100 % из 2 чел.